# پل سونگاس
پل سونگاس (به انگلیسی: Paul Tsongas) سناتور سابق عضو حزب دموکرات ایالات متحده آمریکا بود. وی در سال ۱۹۷۹ تا ۱۹۸۵ میلادی سناتور ایالت ماساچوست در سنای ایالات متحده آمریکا بود.